# مقلة القاضي
مُقْلَة القاضي أو البِطيخ الشوكي أو صبار البطيخ (الاسم العلمي: Melocactus)، جنس من الصبار مع قرابة 30-40 نوعًا. موطنها منطقة البحر الكاريبي، غرب المكسيك عبر أمريكا الوسطى إلى شمال أمريكا الجنوبية، مع بعض الأنواع على طول جبال الأنديز وصولاً إلى جنوب بيرو، وتركز الأنواع في شمال شرق البرازيل.